# 제노바 대성당

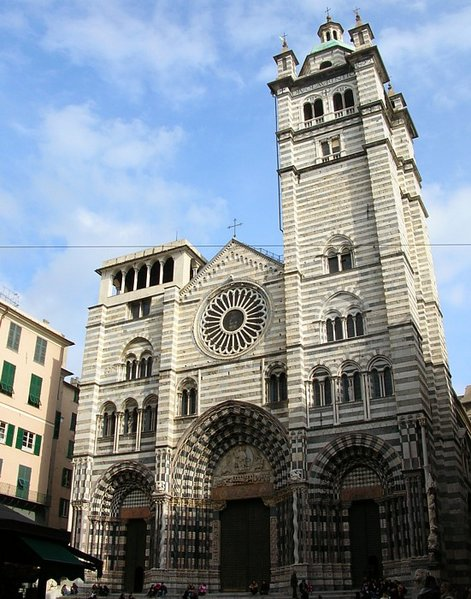
제노바 대성당

제노바 대성당 또는 성 라우렌시오 주교좌 성당(이탈리아어: Cattedrale di San Lorenzo)은 이탈리아 제노바에 있는 로마 가톨릭교회의 성당으로, 제노바 대교구의 대성당이다.

## 역사
대성당은 서기 5세기 또는 6세기경 당시 제노바의 주교인 성 시로에 의해 세워진 것으로 추정된다. 현재 대성당 건물 앞의 포장도로를 발굴한 결과 과거에 이곳이 그리스도인들의 공동묘지가 존재했었음을 암시하는 석관은 물론 로마 시대의 외벽과 포장도로가 발견되었다. 대성당이 있던 자리에는 원래 열두 사도들을 모신 성당 한 채가 있었는데, 나중에 성 라우렌시오 순교자를 모신 로마네스크 양식의 새 성당으로 대체되었다. 새 성당을 지는데 든 비용은 십자군 원정에 참여한 제노바 선단의 무역사업을 통해 충당되었다.
1155년 외벽 건축으로 성당 건물을 변형시켜 그 지역을 도시화했으며, 고대의 핵심 도시 세 곳(카스트룸, 치비타스, 부르구스)을 합병시켜 마침내 그 도시의 심장이 되었다. 당시 대성당 앞 광장은 중세 시대 전체를 통틀어 제노바의 유일한 공공장소였다. 대성당은 1118년 교황 젤라시오 2세에 의해 축성되었다. 1133년 제노바 교구가 대교구로 격상되면서 제노바 대성당 역시 대주교좌로 격상되었다. 1296년 구엘프와 기벨린 사이에 야기된 싸움으로 화재로 전소되자 일부 부분을 부분적으로 재건하였다. 1307년에서 1312년에 이르는 시기에 건물 외곽이 완성되었으며, 내부 주랑을 재건하고 기둥 머리를 추가하였다. 로마네스크 구조는 별로 손대지 않고 남겨 놓았으며, 종교적인 내용을 주제로 한 벽화를 추가로 그려 넣었다.
14세기에서 15세기 동안 여러 개의 제대와 부속 경당이 추가되었다. 1455년에는 건물 외벽의 북동쪽 첨탑에 작은 외랑이 세워졌다. 1522년에는 맞은편에 마니에리즘적인 외랑이 세워졌다. 1550년 페루자의 건축가 갈레아초 알레시는 제노바 시 정부로부터 전체 건물의 건축 설계 책임을 위임받았다. 하지만 그는 단지 회중석과 돔 및 포장, 측랑 부분에 대해서만 설계하였다.
대성당 건설은 17세기에 완료되었다. 1894년~1900년 사이에 돔과 중세 시절의 건물 요소들이 복구되었다.

## 참조
- Padovano, Aldo; Felice Volpe (2008). La grande storia di Genova Enciclopedia. Artemisia Progetti Editoriali. pp. 81–82.
- Efthalia Rentetzi, Gli affreschi bizantini nella cattedrale di Genova. Una nuova lettura iconografica in“Arte |Documento” (2012).